# Air France

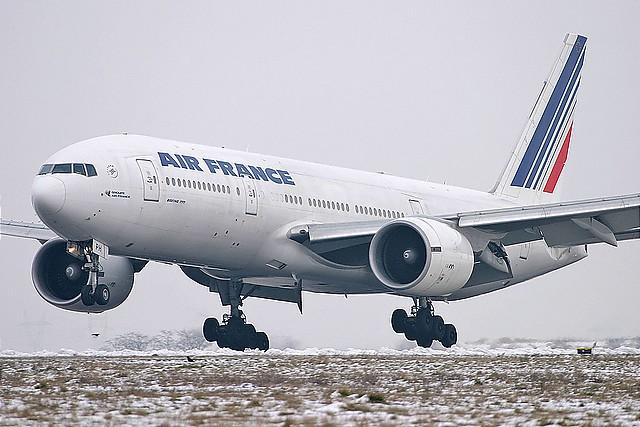
Один з літаків Air France

Ер Франс (формально фр. Société Air France SA, стилізоване під AirFrance) — французький національний авіаперевізник зі штаб-квартирою в Трамбле-ан-Франс, (північ Парижу), та одна з найбільших авіакомпаній у світі. Вона є дочірньою компанією Air France-KLM та одним із засновників глобального авіаційного альянсу SkyTeam.

## Опис
Станом на 2010 Air France обслуговувала 32 напрямки у Франції і працювала в галузі регулярних пасажирських і вантажних перевезень по всьому світу до 154 пунктів призначення в 91 країнах (включаючи заморські департаменти і території Франції), а кількість перевезених пасажирів склала 71,3 млн. Глобальний хаб авіакомпанії розташований в Міжнародному аеропорті імені Шарля де Голля, а додаткові хаби в Міжнародному аеропорту Орлі, Ліонському аеропорту, та в аеропорту Ніцци. Корпоративна штаб-квартира Air France, що була розташована в районі Монпарнас (Париж), зараз знаходиться на території Міжнародного аеропорту імені Шарля де Голля, на півночі Парижу.
Air France була заснована 7 жовтня 1933 шляхом злиття авіакомпаній Air Orient, Air Union, Compagnie Générale Aéropostale, Compagnie Internationale de Navigation Aérienne (CIDNA), та Société Générale de Transport Aérien (SGTA).
У 1990 авіакомпанія придбала французького внутрішнього авіаперевізника Air Inter та міжнародного конкурента UTA – Union des Transports Aériens. Air France виступала в ролі головного національного авіаперевізника Франції протягом семи десятиліть до свого злиття з KLM у 2003. У період з квітня 2001 по березень 2002 авіакомпанія перевезла 43,3 млн пасажирів і отримала загальний дохід в розмірі €12,53 млрд. У листопаді 2004 Air France оцінювалася як найбільша європейська авіакомпанія з 25,5% загальної частки ринку, і була найкращою авіакомпанією у світі з точки зору операційних доходів.
Air France використовує змішаний флот широкофюзеляжних реактивних авіалайнерів Airbus та Boeing на дальніх маршрутах, та експлуатує літаки сімейства Airbus A320 на коротких. 20 листопада 2009 Air France здійснила перший рейс на новому авіалайнері Airbus A380 з Міжнародного аеропорту імені Шарля де Голля до Міжнародного аеропорту імені Джона Кеннеді. Дочірня регіональна авіакомпанія Régional, працює на більшості її регіональних вітчизняних та європейських регулярних рейсах з парком регіональних реактивних та турбогвинтових літаків.

## Історія

### Створення та ранні роки

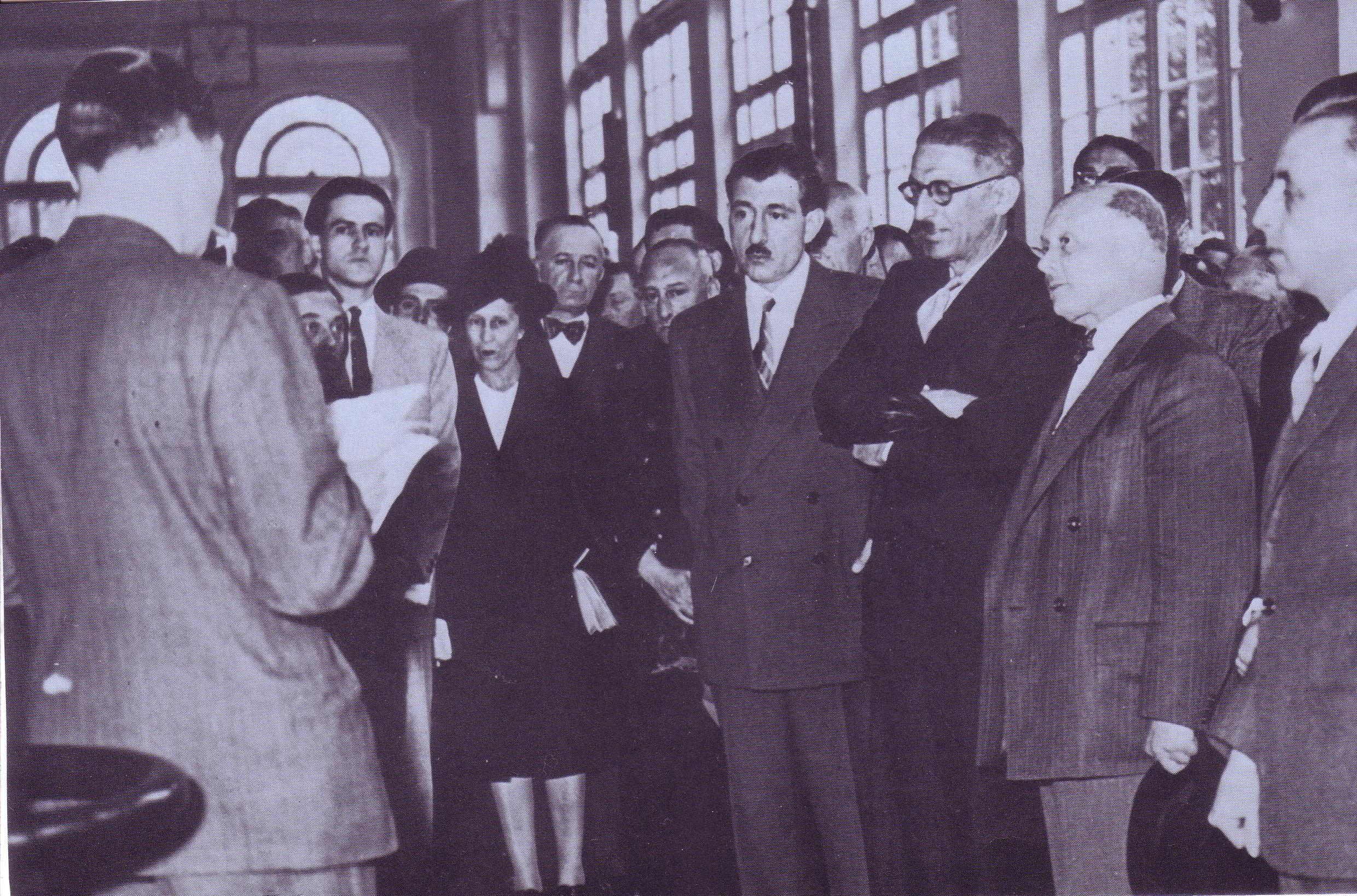
Церемонія відкриття аеровокзалу в Домі Інвалідів 21 серпня 1951

Air France була сформована 7 жовтня 1933, шляхом злиття авіакомпаній Air Orient, Air Union, Compagnie Générale Aéropostale, Compagnie Internationale de Navigation Aérienne (CIDNA), та Société Générale de Transport Aérien (SGTA). З цих авіакомпаній, SGTA була першою французькою комерційною авіакомпанією, що була заснована як Lignes Aériennes Farman у 1919. Суб'єкти Air France вже мали розгалужену мережу маршрутів по всій Європі, до колоній Франції у Північній Африці та набагато далі. Під час Другої світової війни, Air France перевела свою діяльність в Касабланку (Марокко).
26 червня 1945 всі французькі авіатранспортні компанії були націоналізовані. 29 грудня 1945, декретом Уряду Франції, компанії Air France надано управління всією авіатранспортною мережею Франції.
У 1946 з'явилися перші бортпровідники. У тому ж році авіакомпанія відкрила свій перший аеровокзал в Домі Інвалідів в центрі Парижа. Він був пов'язаний з аеропортом Ле-Бурже, де знаходився перший офіс Air France та інженерна база, автобусним сполученням. На той час загальна протяжність маршрутів компанії досягла 160 000 , та була найдовшою у світі. 1 січня 1946 року було створено Société Nationale Air France.

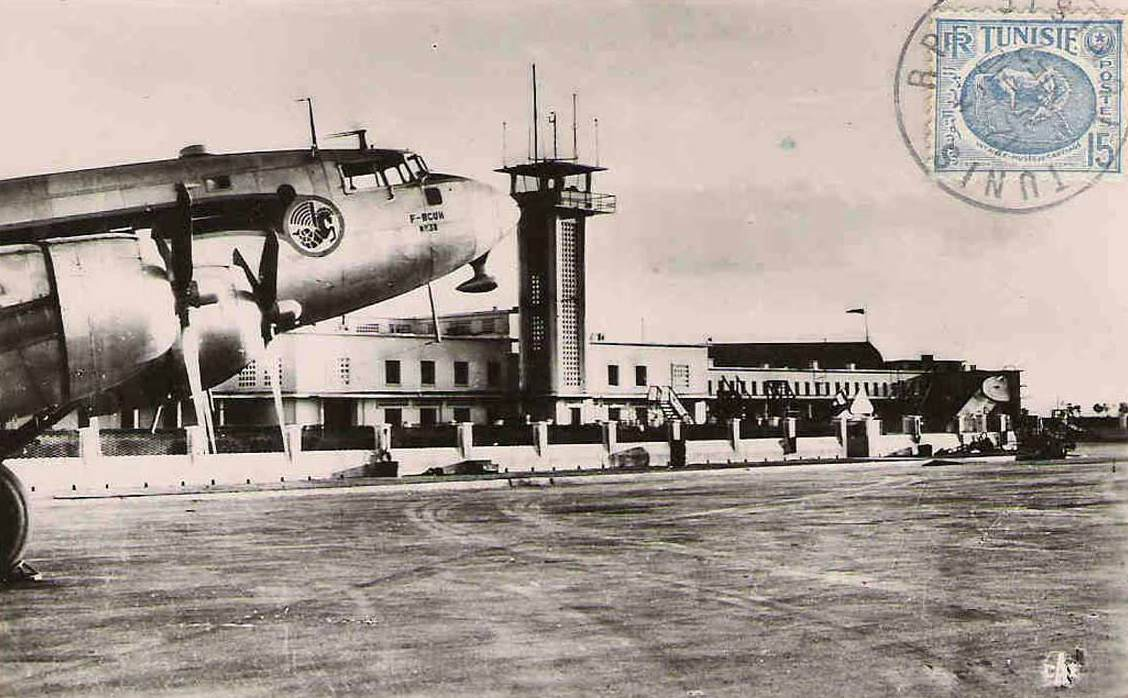
Літак SE-161 Languedoc компанії Air France в Тунісі у 1952

1 липня 1946 відкрила перший регулярний рейс між Парижем та Нью-Йорком із зупинками на дозаправку в Шанноні та в Гандері. Поршневий авіалайнер Douglas DC-4 долав цей маршрут за 20 годин.
У 1948 Air France експлуатувала один з найбільших флотів у світі кількістю у 130 авіалайнерів.
З 1947 по 1965 авіакомпанія використовувала великий флот літаків Lockheed Constellation для пасажирських та вантажних перевезень по всьому світі.
У 1946 і 1948, відповідно, французький уряд санкціював створення двох приватних авіакомпаній: Transports Aériens Internationaux – пізніше Transports Aériens Intercontinentaux – (TAI) та SATI. У 1949 остання стала частиною Union Aéromaritime de Transport (UAT), приватної французької міжнародної авіакомпанії.

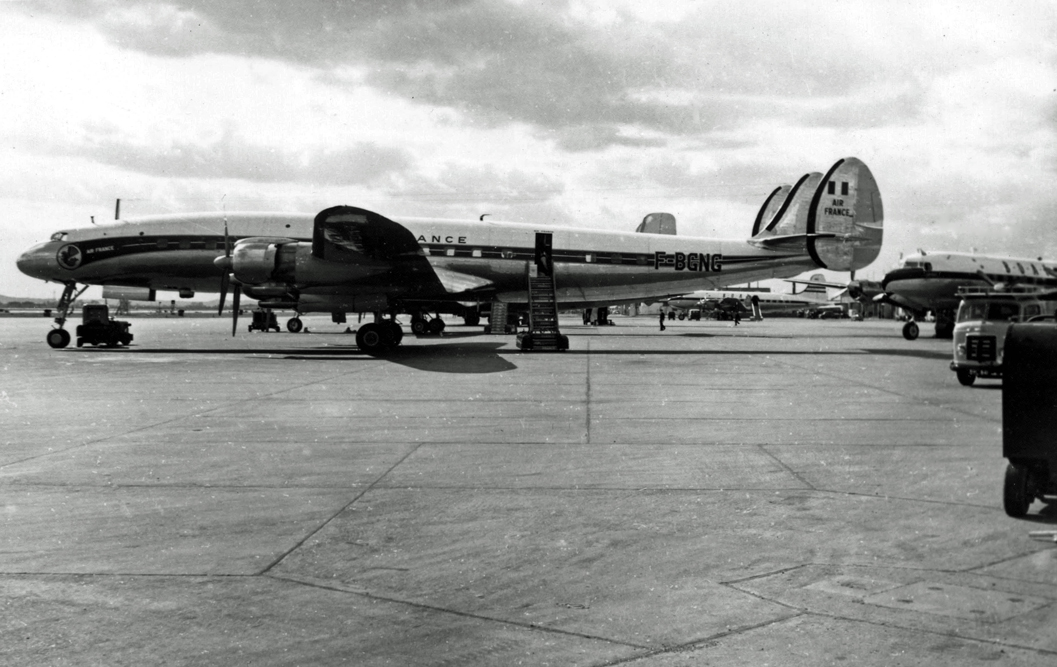
Lockheed Super Constellation компанії Air France в Лондонському аеропорту Хітроу в квітні 1955

16 червня 1948 розпорядженням парламенту створено Compagnie Nationale Air France. Спочатку уряду належало 70%. У наступні роки кількість прямих і непрямих володінь французької держави досягла майже 100%. У середині 2002 державі належало 54%.
4 серпня 1948 Макс Імонс (фр. Max Hymans) призначений президентом компанії. Під час свого 13-річного терміну керівництва він буде здійснювати модернізацію, зосереджену на введенні реактивних літаків. У 1949 компанія стала співзасновником Société Internationale de Télécommunications Aéronautiques (SITA), що надавала авіакомпанії телекомунікаційні послуги.

### Перехід до реактивної ери

Висадка пасажирів з літака Sud-Est SE-161

У 1952 Air France перенесла свою діяльність та інженерну базу до нового Південного терміналу паризького аеропорту Орлі. На той час мережа була значно розширена, і досягла 250 000 км. Air France увійшла в реактивну еру в 1953 з оригінальним, але ненадійним De Havilland Comet серії 1, першим у світі реактивним лайнером.
У середині 1950-х вона була також найбільшим оператором турбогвинтових Vickers Viscount, з дванадцятьма літаками, введеними в експлуатацію в період з травня 1953 по серпень 1954, що працювали на європейських маршрутах.
26 вересня 1953 уряд доручив авіакомпанії Air France поділитися далекомагістральними маршрутами з новими приватними авіакомпаніями. За цим слідувало накладення доручення Міністерством транспорту на авіакомпанії Air France, Aigle Azur, TAI та UAT, відповідно до якого деякі маршрути в Африці, Азії та Тихоокеанського регіону були передані приватним перевізникам.
23 лютого 1960, Міністерство громадських робіт та транспорту передало монополію Air France на внутрішні перевезення до Air Inter. Щоб компенсувати втрату внутрішньої мережі, Air France отримала частку в Air Inter. Наступного дня, Air France отримала подальші вказівки поділитися африканськими маршрутами з Air Afrique та UAT.
Авіакомпанія повністю перейшла на використання реактивних літаків у 1960 з Sud Aviation Caravelle та Boeing 707. Включення реактивних авіалайнерів до маршрутної мережі Air France, скоротило час у дорозі в два рази і підвищило комфорт для пасажирів. Air France пізніше став одним з перших операторів Boeing 747, і в кінцевому підсумку має один з найбільших у світі флотів 747-х.

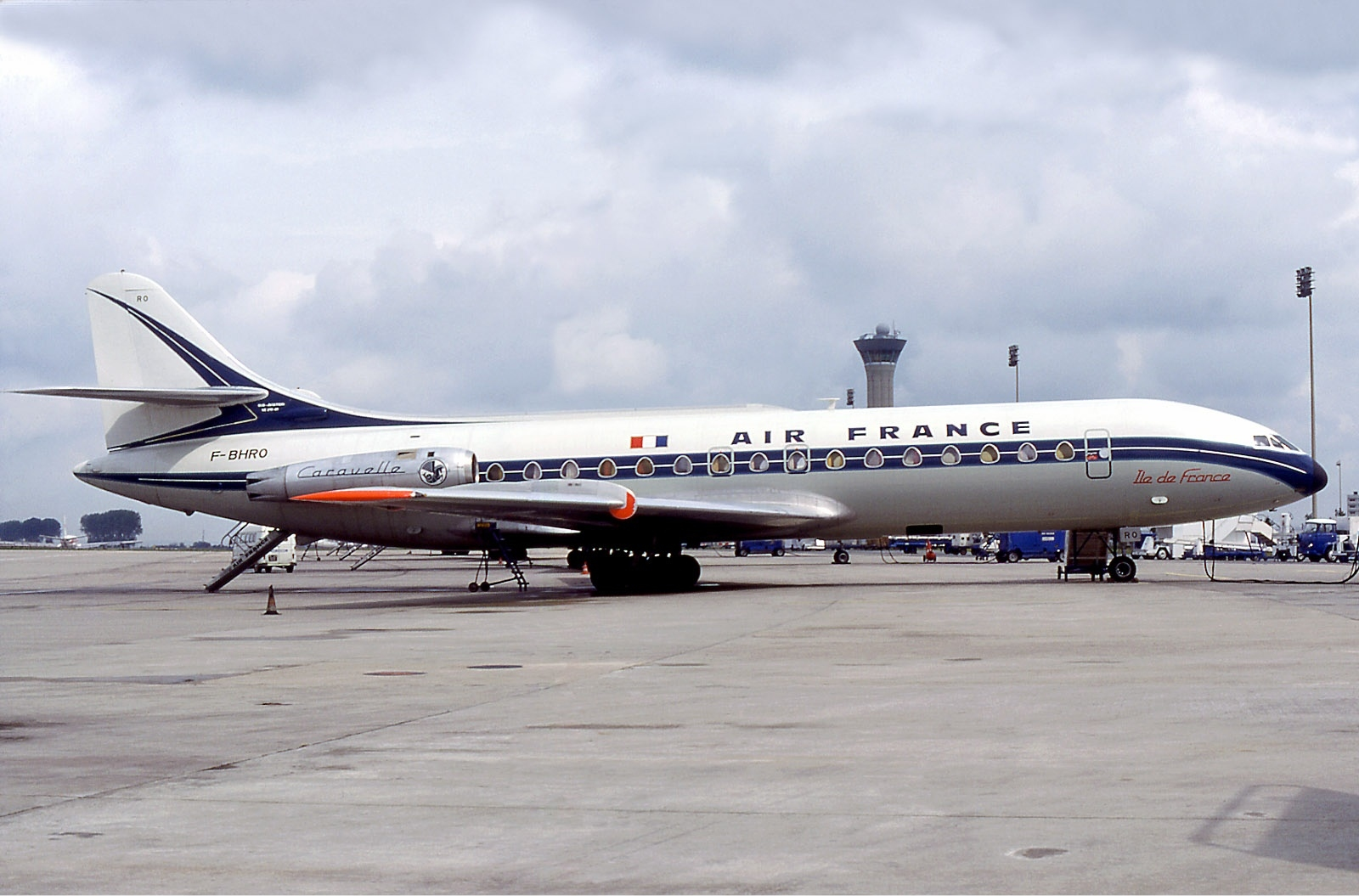
Реактивний лайнер Air France Caravelle у 1977

На 1 лютого 1963 уряд формалізував поділ маршрутів між Air France та її приватними конкурентами. Air France припинила польоти до Західної Африки (за винятком Сенегалу), Центральної Африки (крім Бурунді та Руанди), Південної Африки (включаючи ПАР), Лівії в Північній Африці, Бахрейну та Оману на Середньому Сході, Шрі-Ланки (тоді відомої як Цейлон) у Південній Азії, Індонезії, Малайзії та Сингапуру в Південно-Східній Азії, Австралії, Нової Зеландії а також до Нової Каледонії та Таїті. Ці маршрути були передані до Union des Transports Aériens (UTA), нової приватної авіакомпанії, яка була результатом злиття TAI та UAT. UTA також отримала ексклюзивні права на польоти до Японії, Нової Каледонії та Нової Зеландії, Південної Африки та острова Реюньйон в Індійському океані, а також до Лос-Анджелесу та Таїті.
З 1974 стала проводити більшу частину операцій у новому аеропорту Шарля де Голля на північ від Парижа. На початок 1980-х лише рейси в Корсику, Мартиніку, Гваделупу, більшість рейсів до Французької Гвіани, Реюньйону, Магрибського регіону, Східної Європи (за винятком СРСР), Південної Європи (крім Греції та Італії), та один щоденний рейс до Нью-Йорку (JFK) залишилися в Орлі.
У 1974 також стала першим у світі експлуатантом широкофюзеляжного літака Airbus A300, першого комерційного авіалайнера компанії Airbus Industrie для якого вона стала стартовим замовником.

### Експлуатація Concorde та конкуренція

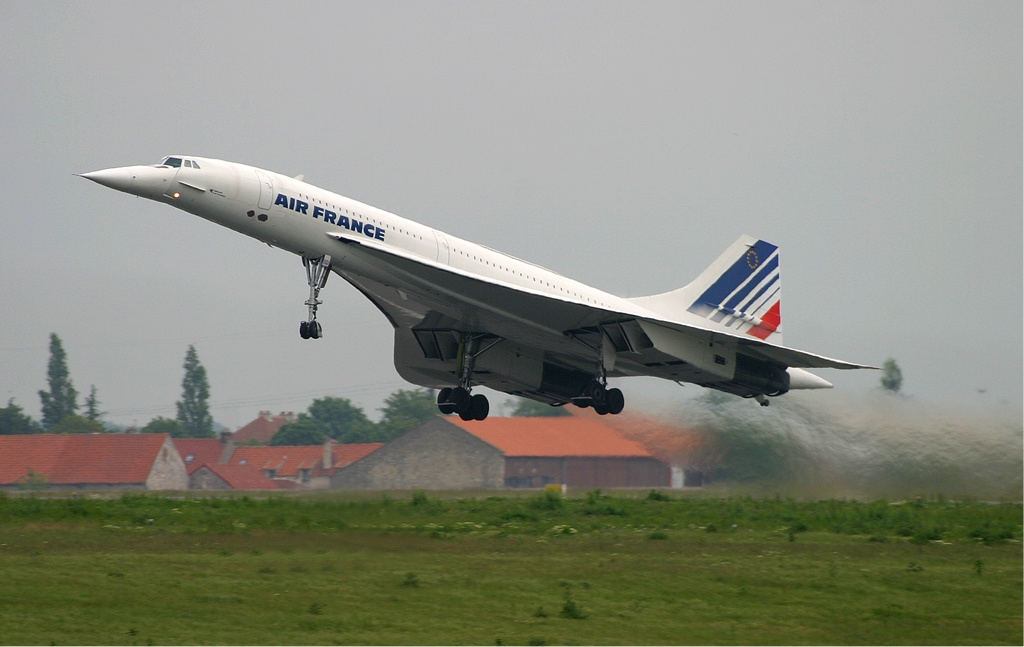
Літак Air France Concorde в аеропорту Шарля де Голля у 2003

21 січня 1976 почала використовувати надзвукові польоти на маршруті з паризького аеропорту Шарля де Голля до Ріо-де-Жанейро (через Дакар) на британо-французькому літаку BAC-Aérospatiale Concorde F-BVFA. Надзвукові польоти з Парижу (CDG) до Вашингтону (Аеропорт Даллеса) стартували 24 травня 1976, також на F-BVFA.
Польоти до Нью-Йорку (JFK) – єдиний маршрут Конкорду, що існував до завершення програми – почалися 22 листопада 1977. Рейс Париж—Нью-Йорк тривав 3 години 23 хвилини, на майже подвійній швидкості звуку. Дозвіл на польоти в США був спочатку відхилений через протести проти шуму. Зрештою, були запущені рейси до Мехіко через Вашингтон (округ Колумбія). Air France була однією з лише двох авіакомпаній (іншою була British Airways), що регулярно виконували надзвукові польоти та продовжувала виконувати щоденні трансатлантичні рейси Конкорду до травня 2003.

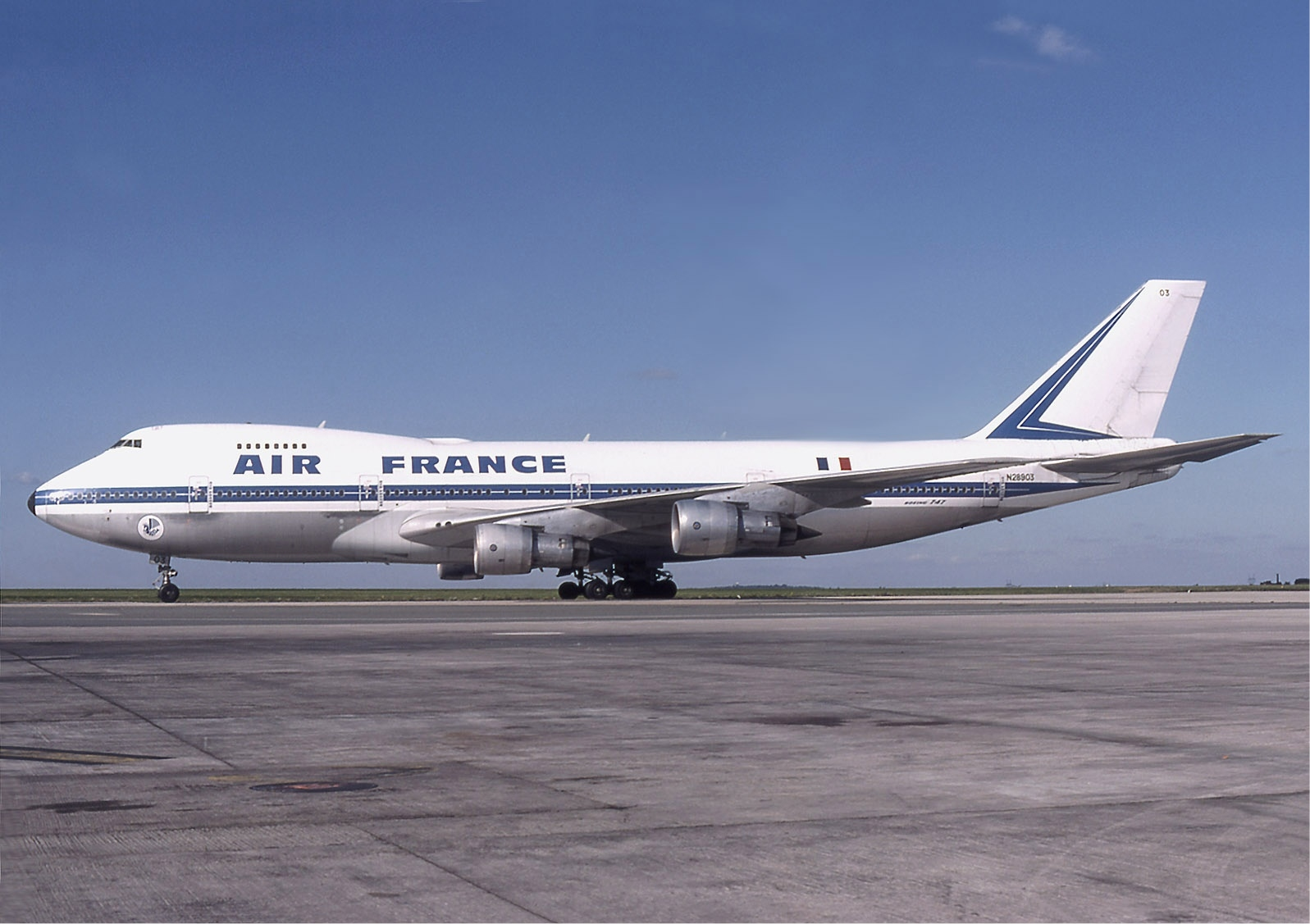
Air France експлуатувала 33 Boeing 747 у 1983. На фото 747-100 в аеропорту Шарля де Голля у 1978

У 1983, коли Air France святкувала золотий ювілей, кількість працівників досягла 34 000, флот сягнув 100 реактивних авіалайнерів (включаючи 33 Boeing 747), довжина мережі становила приблизно 634 000 км та існувало 150 напрямків у 73 країнах. Це зробило Air France четвертою за величиною регулярною пасажирською авіакомпанією у світі, а також другою за кількістю вантажних перевезень. Air France має код-шерінгові угоди з регіональними французькими авіакомпаніями такими як TAT. ТАТ пізніше працювала на кількох регіональних міжнародних маршрутах від імені Air France. У 1983 році Air France першою з європейських авіакомпаній почала виконувати пасажирські перельоти до Південної Кореї.
У 1986 уряд послабив свою політику поділу комерційних прав на регулярні рейси між Air France, Air Inter і UTA, без дублювання маршрутів між ними. Рішення відкрило деякі з найприбутковіших маршрутів Air France, на яких вона користувалася санкційованою урядом монополією з 1963 і які були у її винятковій сфері впливу, для компаній-конкурентів, зокрема для UTA. Зміни дозволили UTA почати регулярні рейси у нових напрямках в сфері Air France, і конкурувати з цією авіакомпанією.

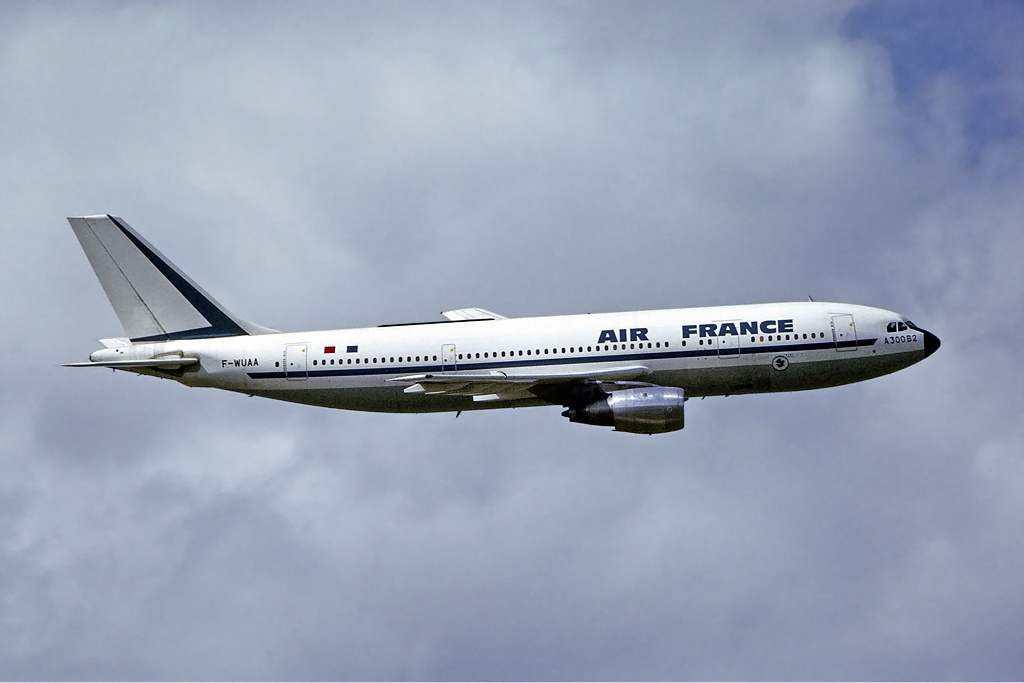
Air France Airbus A300 на авіасалоні в Фарнборо у 1974

Рейс Париж-Сан-Франциско став перший безпосадковим маршрутом UTA у конкуренції з Air France. Air France відповіла подовженням деяких безпосадкових маршрутів Париж—Лос-Анджелес до Папеете, Таїті, для конкуренції з маршрутом Лос-Анджелес—Папеете компанії UTA. Здатність UTA до отримання комерційних прав на польоти, за межами її звичної сфери діяльності і конкуренція з Air France стали результатом урядової лобістської кампанії, що дозволило авіакомпанії швидше розвиватися і приносити більший прибуток. Це розлютило Air France.
У 1987 разом з Lufthansa, Iberia та SAS заснували Amadeus, IT-компанію, що створила глобальну дистриб'юторську систему, яка дозволила туристичним агентствам продавати продукти засновників та інших авіакомпаній з однієї системи.
У 1988 стала стартовим замовником для середньомагістрального Airbus A320, разом з Air Inter та British Caledonian. Вона стала першою авіакомпанією, яка отримала A320 в березні 1988, та разом з Air Inter стала першою авіакомпанією, що почала експлуатацію Airbus A320 на близькомагістральних маршрутах.

### Поглинання та приватизація

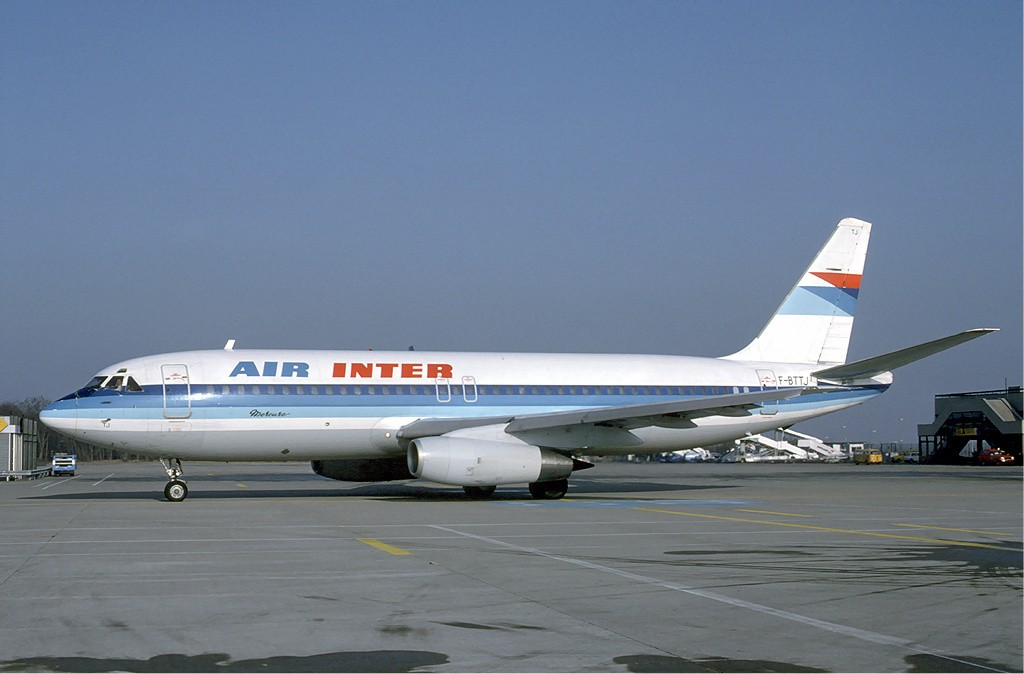
Dassault Mercure авіакомпанії Air Inter що стала частиною Air France у 1990

12 січня 1990 діяльність державної компанії Air France, напівдержавної Air Inter та повністю приватної Union des Transports Aériens (UTA) об'єднано в розширеній Air France. Поглинання Air France компаній UTA та Air Inter було частиною урядового плану початку 1990-х для створення єдиного національного авіаперевізника з економією від масштабу і глобальним охопленням, щоб протистояти потенційним загрозам з лібералізації внутрішнього ринку повітряного транспорту ЄС.
25 липня 1994 указом уряду створена нова холдингова компанія — Groupe Air France, яка розпочала діяльність 1 вересня 1994. Вона стала мажоритарним акціонером Air France та Air Inter (пізніше перейменованої в Air France Europe). 31 серпня 1994 Стівен Вольф, колишній CEO United Airlines, призначений радником Крістіана Блана (Christian Blanc), голови групи Air France. Вольфу приписують введення в Air France зіркової моделі роботи в аеропорту Шарля де Голля. (Вольф пішов у відставку в 1996, щоб обійняти посаду CEO в US Airways.)
У 1997 Air France Europe поглинута Air France. 19 лютого 1999 уряд французького прем'єр-міністра Ліонеля Жоспена погодив часткову приватизацію Air France. Її акції були розміщені на Паризькій фондовій біржі 22 лютого 1999. В червні 1999 Air France та Delta Air Lines створили двостороннє трансатлантичне партнерство. 22 червня 2000 воно перетворилося на SkyTeam — глобальний авіаційний альянс.

## Напрямки

### Код-шерінговідомовленості[37]
- Adria Airways
- Aeroflot
- Aerolíneas Argentinas
- Aeroméxico
- Air Antilles Express
- Air Astana
- Air Austral
- Air Burkina
- Air Corsica
- Air Europa
- Air Malta
- Air Mauritius
- Air Serbia
- Air Seychelles
- Air Tahiti Nui
- airBaltic
- Aircalin
- Alitalia
- AtlasGlobal
- Austrian Airlines
- Azerbaijan Airlines
- Bangkok Airways
- Belavia
- Bulgaria Air
- China Eastern Airlines
- China Southern Airlines
- CityJet
- Comair
- Croatia Airlines
- Czech Airlines
- Delta Air Lines
- Etihad Airways
- Finnair
- Flybe
- Garuda Indonesia
- Gol Transportes Aéreos
- HOP!
- Japan Airlines
- Jet Airways
- Kenya Airways
- KLM
- Korean Air
- LATAM Brasil
- Luxair
- Middle East Airlines
- MNG Airlines
- Montenegro Airlines
- Saudia
- Singapore Airlines[38][39]
- Swiss International Air Lines
- TAAG Angola Airlines
- TAROM
- Ukraine International Airlines
- Vietnam Airlines
- WestJet
- Winair

## Флот
| Air France Passenger Fleet | Air France Passenger Fleet | Air France Passenger Fleet | Air France Passenger Fleet | Air France Passenger Fleet | Air France Passenger Fleet | Air France Passenger Fleet | Air France Passenger Fleet | Air France Passenger Fleet                                                                 |
| Тип                        | В дії                      | Замовлено                  | Пасажири                   | Пасажири                   | Пасажири                   | Пасажири                   | Пасажири                   | Примітки                                                                                   |
| Тип                        | В дії                      | Замовлено                  | F                          | J                          | W                          | Y                          | Загалом                    | Примітки                                                                                   |
| -------------------------- | -------------------------- | -------------------------- | -------------------------- | -------------------------- | -------------------------- | -------------------------- | -------------------------- | ------------------------------------------------------------------------------------------ |
| Airbus A318-100            | 18                         | —                          | —                          | 26                         | —                          | 86                         | 112                        |                                                                                            |
| Airbus A319-100            | 38                         | —                          | —                          | 28                         | —                          | 115                        | 143                        | 2 борти в оренді Air Côte d'Ivoire.                                                        |
| Airbus A319-100            | 38                         | —                          | —                          | —                          | —                          | 142                        | 142                        | 2 борти в оренді Air Côte d'Ivoire.                                                        |
| Airbus A320-200            | 38                         | —                          | —                          | 26                         | —                          | 139                        | 165                        | 2 борти під орудою Transavia France. 1 борт під орудою Air Corsica. 6 борти передано Joon. |
| Airbus A320-200            | 38                         | —                          | —                          | —                          | 15                         | 150                        | 165                        | 2 борти під орудою Transavia France. 1 борт під орудою Air Corsica. 6 борти передано Joon. |
| Airbus A320-200            | 38                         | —                          | —                          | 30                         | —                          | 135                        | 165                        | 2 борти під орудою Transavia France. 1 борт під орудою Air Corsica. 6 борти передано Joon. |
| Airbus A320-200            | 38                         | —                          | —                          | —                          | —                          | 178                        | 178                        | 2 борти під орудою Transavia France. 1 борт під орудою Air Corsica. 6 борти передано Joon. |
| Airbus A321-100            | 5                          | —                          | —                          | —                          | —                          | 212                        | 212                        | Флот колишнього Air Inter                                                                  |
| Airbus A321-200            | 11                         | —                          | —                          | —                          | —                          | 212                        | 212                        |                                                                                            |
| Airbus A321-200            | 11                         | —                          | —                          | 32                         | —                          | 168                        | 200                        |                                                                                            |
| Airbus A330-200            | 15                         | —                          | —                          | 40                         | 21                         | 147                        | 208                        |                                                                                            |
| Airbus A340-300            | 6                          | —                          | —                          | 30                         | 21                         | 224                        | 275                        | Буде замінено на Airbus A350-900. 4 борти будуть передані Joon в 2018.                     |
| Airbus A350-900            | —                          | 21                         | TBA                        | TBA                        | TBA                        | TBA                        | TBA                        | Введення в експлуатацію в 2019 році.                                                       |
| Airbus A380-800            | 10                         | —                          | 9                          | 80                         | 38                         | 389                        | 516                        |                                                                                            |
| Boeing 777-200ER           | 25                         | —                          | —                          | 40                         | 24                         | 216                        | 280                        |                                                                                            |
| Boeing 777-300ER           | 43                         | —                          | —                          | 14                         | 32                         | 422                        | 468                        |                                                                                            |
| Boeing 777-300ER           | 43                         | —                          | —                          | 42                         | 24                         | 315                        | 381                        |                                                                                            |
| Boeing 777-300ER           | 43                         | —                          | 4                          | 58                         | 28                         | 206                        | 296                        |                                                                                            |
| Boeing 777-300ER           | 43                         | —                          | 4                          | 40                         | 28                         | 250                        | 322                        |                                                                                            |
| Boeing 787-9               | 6                          | 11                         | —                          | 30                         | 21                         | 225                        | 276                        |                                                                                            |
| Air France Cargo Fleet     |                            |                            |                            |                            |                            |                            |                            |                                                                                            |
| Boeing 777F                | 2                          | —                          | Вантажні                   | Вантажні                   | Вантажні                   | Вантажні                   | Вантажні                   |                                                                                            |
| Разом                      | 217                        | 32                         |                            |                            |                            |                            |                            |                                                                                            |

## Аварії та інциденти
26 червня 2000 року в літака Air France Конкорд після вильоту загорілося ліве крило. Загинуло 100 пасажирів.

## Додаткова література
- Air France corporate history
- Air France fatal accident list – in English and French
- Financial Times, 17 October 2007 – Air France and Delta target London [Архівовано 10 травня 2008 у Wayback Machine.]
- Airwise, 17 October 2007 – Air France And Delta Set Transatlantic Venture [Архівовано 16 травня 2011 у Wayback Machine.]
- FT.com/Business Life, The Monday Interview, 30 September 2007 – Pilot who found the right trajectory [Архівовано 9 червня 2011 у Wayback Machine.]
- The Seattle Times, Business & Technology, 25 May 2007 – Air France-KLM splits order for jets [Архівовано 11 січня 2012 у Wayback Machine.]
- Air France corporate history [Архівовано 6 вересня 2019 у Wayback Machine.]
- ASIATravelTips.com, 18 June 2001 – Air France confirms major A380 order [Архівовано 27 травня 2011 у Wayback Machine.]
- M.R. Golder, The Changing Nature of French Dirigisme – A Case Study of Air France, St. Edmunds Hall, Oxford. Thesis submitted at Trinity College, 1997 [Архівовано 6 червня 2011 у Wayback Machine.]
- Business Wire, 16 January 1996 – Statement from Air France Group Chairman regarding Stephen M. Wolf [Архівовано 21 квітня 2011 у Wayback Machine.]
- The New York Times, 31 August 1994, Air France's New Adviser [Архівовано 10 травня 2013 у Wayback Machine.]
- Record of Air France accidents/incidents at the ASN Aviation Safety Database